# Mirkhond
Mirkhond eller Muhammad Bin Khavendshah Bin Mahmud (1433-1498) persisk historieskrivare, för västerlandet mest känd under namnet Mirkhond.
Mirkhond bodde under större delen av sitt liv i
Herat. Hans väldiga universalhistoria, Rauzatu-ssafā
(Renhetens trädgård) - den största, som skrivits på persiska är okritisk, men utgör en värdefull gruva för forskningen, även sedan åtskilliga äldre originalverk i Mellanösterns historia kommit i dagen. Arbetet sträcker sig ända till år 1523 och har följaktligen avslutats av annan person,
sannolikt Mirkonds sonson, historieskrivaren Khondemir (1475-1534).
Litografierade editioner av hela verket utkom i Teheran 1852-56 och i Bombay 1853, den förra innefattande tre tilläggsband för tiden
1500-1856. Partier av Mirkhonds arbete har, dels på grundspråket, dels i översättningar och sammandrag, utgivits av flera europeiska orientalister, såsom portugisen Pedro Teixeira (1610), tyskarna Jenisch,
Wilken och Vullers, fransmännen de Sacy, Jaubert, Jourdaine och Defrémery, engelsmännen Shea och Morley samt svensken Tornberg.